# Hans Teussen
Hans (Johannes) Teussen (Teuhusen, Teuss, Trusson, Tensonn, Thevsson), död för 9 mars 1608 i Vadstena, var en svensk silversmed. 
Teussen var verksam i Vadstena 1549–1587. Han var mästaren bakom det numera försvunna silverskrinet som Johan III lät tillverka för Den heliga Birgittas reliker. Tillsammans med M Hogenstätter arbetade han 1587 med framställandet av Johan III:s harnesk och 1591 fick han betalt för kopparinredningen i Johan III:s kungamak på Stockholms slott. Man vet även att han utförde bordssilver för hovet bland annat graverade han 1594 Sigismunds vapen på 60 fat och tallrikar. Han var troligen mästaren bakom den praktfulla dryckeskanna i silver som skänktes till Arboga stadskyrka 1651.